# Waipori River
Der Waipori River ist ein Fluss in der Region Otago auf der Südinsel von Neuseeland.

## Namensherkunft
Der Name „Waipori“  bedeutet in der Sprache der Māori „dunkles Wasser“, denn das Wasser des Flusses besitzt am Oberlauf bedingt durch die Torfmoore eine dunkel Farbe.

## Geographie
Der Waipori River entspringt in der Lammerlaw Range, rund 390 m westlich des 1160 m hohen Lammermoor und fließt zunächst rund 9 km in südsüdwestliche Richtung, um dann seinen seine Richtung in südsüdöstlich Richtung zu ändern. Nach insgesamt 23 km Flussverlauf ändert der Fluss seine Richtung nach Osten um dann bei ca. 31 Flusskilometer in den aufgestauten Lake Mahinerangi zu münden. Nach weiteren 19 km durchfluss durch den See dient das Wasser des Flusses und seiner Nebenfluss zur Stromerzeugung an dem Kraftwerk der Staumauer. Von dort fließt der Waipori River in südsüdöstlich Richtung, überwindet die bis zu 25 m hohen Waipori Falls und wird noch einmal für rund 1,4 km in einem kleineren Stausee aufgestaut. Von dort setzt er seinen Fluss in östlich Richtung fort, um rund 9,5 km vor der Mündung in den Lake Waipori nach Südsüdosten abzuschwenken. Den teilweise verlandeten See verlässt der Waipori River über ein südlich anschließendes Feuchtgebiet und mündet nach einem Ostschwenk nach insgesamt 84 Flusskilometer, rund 4,4 km nordöstlich von Waihola als rechter Nebenfluss in den Taieri River.

## Wasserkraftwerke
Der Stausee Lake Mahinerangi erzeugte ab 1907 Strom für die Stadt Dunedin. 1907 existierte nur ein 3 m hohes hölzernes Wehr, dass das Wasser in einer 2,7 km langen Rinne zum Kraftwerk leitete. Dessen zwei 1-MW-Generatoren wurden von Peltonturbinen angetrieben. Heute befinden sich unterhalb des Stausees 4 km langen und bis 165 m tiefen Schlucht mit insgesamt vier Staudämme mit Wasserkraftwerken mit einer Jahresleistung von 192 GWh.

## Flora und Fauna
Im Oberlauf des Flusses befindet sich ein zerklüftetes Hügelland, das zu einem großen Teil vom  Berwick Forest bedeckt ist. Ein großer Teil dieses Gebietes liegt im Waipori Falls Scenic Reserve. Der Unterlauf des Flusses hingegen passiert die Feuchtgebiete um den Lake Waihola und Lake Waipori, die sich beide in den Fluss entwässern. Dieses Gebiet ist Lebensraum zahlreicher Arten von Watvögeln. Das Schutzgebiet der Sinclair Wetlands ist Teil dieses Gebietes.